# Sawdust
Sawdust är den amerikanska rockgruppen The Killers tredje album. Albumet släpptes den 13 november 2007 och består huvudsakligen av nyinspelade b-sidor och coverversioner. 
På skivan märks bland annat en duett tillsammans med Lou Reed ("Tranquilize") och coverversioner av Joy Division ("Shadowplay"), Dire Straits ("Romeo and Juliet") och The First Edition ("Ruby, Don't Take Your Love to Town"). Albumet debuterade som nummer 12 på Billboard 200-listan och sålde i runt 82 000 exemplar första veckan. The Killers inspirerades av ett flertal b-sidealbum från 1990-talet, bland andra Oasis The Masterplan, The Smashing Pumpkins Pisces Iscariot och Nirvanas Incesticide.

## Låtlista
1. "Tranquilize" - 3:45 (ny låt, inspelad tillsammans med Lou Reed[3])
2. "Shadowplay" - 4:07 (Joy Division-cover)
3. "All the Pretty Faces" - 4:45 (från singeln "When You Were Young")
4. "Leave the Bourbon on the Shelf" - 3:38 (osläppt låt från Hot Fuss-sessionerna[4])
5. "Sweet Talk" - 4:18 (osläppt låt från Sam's Town-sessionerna)
6. "Under the Gun" - 2:33 (nyinspelning av låten från singeln "Somebody Told Me" och den limiterade versionen av Hot Fuss)
7. "Where the White Boys Dance" - 3:26 (från den brittiska versionen av albumet Sam's Town och singeln "When You Were Young")
8. "Show You How" - 2:46 (utökad version av låten från singeln "Somebody Told Me")
9. "Move Away" - 3:49 (demo av låten från soundtracket till Spider-Man 3)
10. "Glamorous Indie Rock & Roll" - 4:16 (nyinspelad version av låten från den brittiska versionen av albumet Hot Fuss  och den amerikanska limiterade versionen av samma album)
11. "Who Let You Go?" - 3:42 (från singeln "Mr. Brightside")
12. "The Ballad of Michael Valentine" - 3:50 (från singeln "Somebody Told Me" och den amerikanska limiterade versionen av albumet Hot Fuss)
13. "Ruby, Don't Take Your Love to Town" - 3:05 (The First Edition cover och från singeln Smile Like You Mean It)
14. "Daddy's Eyes" - 4:16 (från singeln "Bones")
15. "Sam's Town" (Abbey Road Version) - 3:45 (från singeln "For Reasons Unknown")
16. "Romeo and Juliet" - 5:27 (Dire Straits-cover inspelad på Abbey Road från singeln "For Reasons Unknown")
17. "Mr. Brightside" (Jacques Lu Cont's Thin White Duke Remix) / "Questions with the Captain" (gömt spår) - 10:39 (från singeln "Mr. Brightside")

### Bonuslåtar
- "Change Your Mind" - 3:11 (bonuslåt i Australien, Nya Zeeland, Kanada och Storbritannien) (från den amerikanska versionen av albumet Hot Fuss)
- "Read My Mind" (Gabriel & Dresden Mix) (bonuslåt i USA om man förhandsbokade albumet via Itunes) (från singeln "Read My Mind")